# Football Club Internazionale 1921-1922
Questa voce raccoglie le informazioni riguardanti il Football Club Internazionale nelle competizioni ufficiali della stagione 1921-1922.

## Stagione
Fu un anno particolare per la storia del calcio italiano. Le squadre più ricche, infatti, lasciarono la Federazione Italiana Giuoco Calcio (FIGC), fondarono la Confederazione Calcistica Italiana (CCI) e organizzarono un campionato parallelo, la Prima Divisione. La FIGC, invece, si ritrovò a gestire un torneo di Prima Categoria di valore ridotto con contendenti provinciali non paragonabili alle Confederate. La FIGC, a mo' di ricatto, impose ai giocatori della Nazionale italiana di giocare in squadre del proprio campionato, pena la perdita del posto. Accade così che diversi calciatori, per poter continuare a giocare in Nazionale, lasciassero i club di appartenenza per approdare in società che disputassero la Prima Categoria. L'Inter perse in questo modo il suo uomo di maggior talento, Cevenini III, noto Zizì, che nella stagione precedente aveva segnato 31 reti e assieme ai suoi fratelli Aldo (I) e Mario (II), anch'essi in forza ai nerazzurri, raggiunsero il quinto componente della mitica dinastia, Carlo, alla Novese, società di Novi Ligure. Con loro salutò i milanesi anche l'attaccante Giuseppe Asti. 
Per l'Inter, impoverita nell'organico e iscritta in Prima Divisione, fu sicuramente il peggiore campionato della storia: la squadra chiuse ultima nel girone B della Lega Nord totalizzando solo 3 vittorie in 22 partite. A quel punto il regolamento del campionato CCI, il quale non prevedeva retrocessioni dirette nei due gironi settentrionali, costringeva i nerazzurri a disputare uno spareggio salvezza con una delle due promuovende della Seconda Divisione per mantenere la categoria. In estate, però, la riunificazione dei campionati e delle federazioni sancita dal Compromesso Colombo obbligava l'Inter a partecipare non più a uno, ma a due play-out per non retrocedere dalla massima serie del calcio italiano, stabilendo la disputa di un match in gara doppia contro una compagine FIGC.
La prima sfida, decisa dal suddetto regolamento CCI, fu vinta dai nerazzurri contro lo Sport Club Italia di Milano (per rinuncia dell'avversaria), mentre nel successivo spareggio CCI-FIGC, ratificato dal Compromesso, la squadra superò la Libertas di Firenze, battendola per 3-0 a Milano e pareggiando 1-1 a Firenze. L'Inter rimase, pertanto, nel campionato di Prima Divisione (divenuto FIGC) e non retrocedette nella serie inferiore.

## Rosa
| N. |                   | Ruolo | Calciatore          |
| -- | ----------------- | ----- | ------------------- |
|    | Italia (bandiera) | P     | Piero Campelli      |
|    | Italia (bandiera) | P     | Italo Zamberletti   |
|    | Italia (bandiera) | P     | Dante Silvestri     |
|    | Italia (bandiera) | D     | Silvio Pietroboni   |
|    | Italia (bandiera) | D     | Alessandro Beltrame |
|    | Italia (bandiera) | D     | Antonio Da Sacco    |
|    | Italia (bandiera) | D     | Alessandro Milesi   |
|    | Italia (bandiera) | D     | Giovanni Farina     |
|    | Italia (bandiera) | D     | Lino Lolla          |
|    | Italia (bandiera) | D     | Oscar Bocchi        |
|    | Italia (bandiera) | D     | Pietro Barbieri     |
|    | Italia (bandiera) | D     | Marco Sala          |
|    | Italia (bandiera) | D     | Oreste Viganò       |
|    | Italia (bandiera) | D     | Roberto Delli Ponti |
|    | Italia (bandiera) | D     | Carlo Davies        |

| N. |                     | Ruolo | Calciatore        |
| -- | ------------------- | ----- | ----------------- |
|    | Italia (bandiera)   | D     | Giovanni Perego   |
|    | Italia (bandiera)   | C     | Osvaldo Aliatis   |
|    | Italia (bandiera)   | C     | Pietro Giuriati   |
|    | Italia (bandiera)   | C     | Paolo Scheidler   |
|    | Italia (bandiera)   | C     | Piero Martinella  |
|    | Italia (bandiera)   | C     | Eligio Peretti    |
|    | Italia (bandiera)   | C     | Pietro Carozzi    |
|    | Italia (bandiera)   | C     | Emilio Moretti    |
|    | Italia (bandiera)   | C     | Angelo Boselli    |
|    | Italia (bandiera)   | A     | Ermanno Aebi      |
|    | Italia (bandiera)   | A     | Enrico Crotti     |
|    | Svizzera (bandiera) | A     | Felice Martinelli |
|    | Italia (bandiera)   | A     | Carlo Reggiani    |
|    | Italia (bandiera)   | A     | Enrico Lamperti   |
|    | Italia (bandiera)   | A     | Fausto Faglioni   |

## Risultati

### Prima Divisione Lega Nord

#### Girone B

##### Girone di andata
| Arbitro: | Majani (Torino) |

|                                                           |           |  |
| Raso 16’, 20’, 49’ Sodano 40’ Allemandi 47’ Malaspina 67’ | Marcatori |  |

| Arbitro: | Venegoni (Legnano) |

|  |           |            |
|  | Marcatori | 13’ Falchi |

| Arbitro: | Majani (Torino) |

|                                          |           |                          |
| Sbrana Merciai Corsetti Colombari Favati | Marcatori | Lamperti (rig.) Giuriati |

| Arbitro: | Dani (Genova) |

|           |           |             |
| Scheidler | Marcatori | Breviglieri |

| Arbitro: | Vagge (Genova) |

|                                                |           |  |
| Baloncieri 35’, 42’ Brezzi 46’ 67’ Gandini 54’ | Marcatori |  |

| Arbitro: | Scamoni (Torino) |

|                 |           |  |
| Peretti Carozzi | Marcatori |  |

| Arbitro: | Massa (Torino) |

|                     |           |  |
| Catto 10’ Sardi 51’ | Marcatori |  |

| Arbitro: | Venegoni (Legnano) |

|                |           |               |
| Busini 9’, 22’ | Marcatori | 25’, 28’ Aebi |

| Arbitro: | Bellini (Padova) |

|                            |           |             |
| Rizzi Rosso II Bonardi 51’ | Marcatori | 23’ Carozzi |

| Arbitro: | Scamoni (Torino) |

|               |           |                             |
| Mattea (aut.) | Marcatori | Gallino Sartorio Bertinotti |

| Arbitro: | Dani (Genova) |

|             |           |  |
| Vecchina II | Marcatori |  |

| Arbitro: | Brunetti (Torino) |

|                       |           |           |
| Scheidler Delli Ponti | Marcatori | Allemandi |

| Arbitro: | Sarto (Bologna) |

|                              |           |                   |
| Mazzoli Manzotti Sala (aut.) | Marcatori | (rig.) Pietroboni |

| Arbitro: | Zennaro (Genova) |

|               |           |              |
| Veglia Cuttin | Marcatori | (aut.) Perlo |

| Arbitro: | Canestrini (Novara) |

|                          |           |                                             |
| Crotti 16’, 28’ Aebi 40’ | Marcatori | 7’ F.Monti 8’ Barzan 73’ Conti 77’ Fagiuoli |

| Arbitro: | Massa (Torino) |

|                      |           |                     |
| Scheidler Aebi Conti | Marcatori | Ratti Rizzi Bonardi |

| Arbitro: | Canepa (Savona) |

|                                                                |           |  |
| Mattea Sarasso Gallino Bertinotti Caligaris (rig.) Sconosciuto | Marcatori |  |

| Arbitro: | Piazza (Milano) |

|                            |           |  |
| Bazzeghin (aut.) Scheidler | Marcatori |  |

| Arbitro: | Sanguineti (Genova) |

|                               |           |                                    |
| Martin III 13’ Berardo II 40’ | Marcatori | 2’ (rig.) Scheidler 35’ Pietroboni |

| Arbitro: | Giretti (Torino) |

|                             |           |                  |
| Scheidler Pietroboni (rig.) | Marcatori | Merciai Gnerucci |

| Arbitro: | Sarto (Bologna) |

|                |           |                        |
| Crotti 51’ 53’ | Marcatori | 32’ Brezzi 88’ Carcano |

| Arbitro: | Scamoni (Torino) |

|          |           |                                          |
| Aebi 42’ | Marcatori | 20’, 40’ Sardi 55’ Bergamino I 88’ Catto |

#### Spareggi salvezza
| Milano 2 luglio 1922 1º turno | Inter | 2 – 0 | Sport Club Italia | Campo di via Goldoni |

| Arbitro: | Majani (Torino) |

|                          |           |  |
| Aliatis 9’, 78’ Aebi 20’ | Marcatori |  |

| Arbitro: | Piazza (Milano) |

|            |           |          |
| Mattei 29’ | Marcatori | 75’ Aebi |